# 31000 Rockchic
31000 Rockchic è un asteroide della fascia principale. Scoperto nel 1995, presenta un'orbita caratterizzata da un semiasse maggiore pari a 3,0074013 UA e da un'eccentricità di 0,0546573, inclinata di 11,28041° rispetto all'eclittica.
L'asteroide è dedicato al cantante statunitense Gail Swanson detto Rockchic.